# (R)-2-hidroksi-masna kiselina dehidrogenaza
-2-hidroksi-masna kiselina dehidrogenaza (EC 1.1.1.98, D-2-hidroksi masna kiselina dehidrogenaza, 2-hidroksi masna kiselina oksidaza) je enzim sa sistematskim imenom (R)-2-hidroksistearat:NAD+ oksidoreduktaza. Ovaj enzim katalizuje sledeću hemijsku reakciju
()-2-hidroksistearat + + {\displaystyle \rightleftharpoons } 2-oksostearat + NADH + H+

## Literatura
- Nicholas C. Price; Lewis Stevens (1999). Fundamentals of Enzymology: The Cell and Molecular Biology of Catalytic Proteins (Third изд.). USA: Oxford University Press. ISBN 019850229X.
- Eric J. Toone (2006). Advances in Enzymology and Related Areas of Molecular Biology, Protein Evolution (Volume 75 изд.). Wiley-Interscience. ISBN 0471205036.
- Branden C; Tooze J. Introduction to Protein Structure. New York, NY: Garland Publishing. ISBN 0-8153-2305-0.
- Irwin H. Segel. Enzyme Kinetics: Behavior and Analysis of Rapid Equilibrium and Steady-State Enzyme Systems (Book 44 изд.). Wiley Classics Library. ISBN 0471303097.

## Spoljašnje veze
- (R)-2-hydroxy-fatty-acid+dehydrogenase на 